# Copa de Naciones del Golfo de 2010
La Copa de Naciones del Golfo de 2010, oficialmente 20ma Copa del Golfo Arábigo (en inglés: 20th Arabian Gulf Cup; y en árabe: كأس الخليج العربي 20‎), fue la vigésima edición de la Copa de Naciones del Golfo, torneo de fútbol a nivel de selecciones nacionales organizado por la Unión de Asociaciones de fútbol árabes (UAFA). Por primera vez, se llevó a cabo en Yemen, del 22 de noviembre al 5 de diciembre de 2010, y contó con la participación de 8 seleccionados nacionales masculinos.
La selección de Kuwait se consagró campeona tras vencer por 1-0 en la final a Arabia Saudita, luego de la disputa de la prórroga. Fue su décimo título en la competición, y el primero después de doce años y cinco ediciones sin coronarse.

## Sedes
El torneo se disputó en dos estadios diferentes, ubicados en las ciudades de Adén y Zinjibar.
| Adén                            | Zinjibar                         |
| ------------------------------- | -------------------------------- |
| Gobernación de Adén (UTC+03:00) | Gobernación de Abyan (UTC+03:00) |
| Estadio 22 de Mayo              | Estadio Internacional Al-Wihda   |
| Capacidad: 30 000               | Capacidad: 30 000                |

## Formato
Las 8 selecciones participantes fueron divididas en 2 grupos de 4 equipos cada una. Dentro de cada grupo, las selecciones se enfrentaron bajo el sistema de todos contra todos, a una sola rueda, de manera tal que cada una de ellas disputó tres partidos. Los puntos se computaron a razón de 3 —tres— por partido ganado, 1 —uno— en caso de empate y 0 —cero— por cada derrota.
Las dos selecciones mejor ubicadas en la tabla de posiciones final de cada grupo pasaron a las semifinales. En dicha instancia, el primero de una zona enfrentó al segundo de la otra en un solo partido. Los ganadores se cruzaron en la final, cuyo vencedor se consagró campeón.

## Equipos participantes
| Equipos participantes | Equipos participantes  | Equipos participantes | Equipos participantes |
| --------------------- | ---------------------- | --------------------- | --------------------- |
| Arabia Saudita        | Catar                  | Irak                  | Omán                  |
| Baréin                | Emiratos Árabes Unidos | Kuwait                | Yemen                 |

### Sorteo
El sorteo de la competición se llevó a cabo el 22 de agosto de 2010.
A la derecha de cada selección, se marca su posición en la Clasificación mundial de la FIFA al momento del sorteo (correspondiente al mes de agosto de 2010). Yemen, como anfitrión, fue asignado al grupo A, mientras que la selección de Omán, vigente campeona, integró el grupo B.
| Bombo 1 Cabezas de serie                                                                      | Bombo 2                         | Bombo 3                                 | Bombo 4               |
| --------------------------------------------------------------------------------------------- | ------------------------------- | --------------------------------------- | --------------------- |
| Yemen (109) (anfitrión, asignado al grupo A) Omán (81) (vigente campeón, asignado al grupo B) | Baréin (68) Arabia Saudita (70) | Kuwait (85) Emiratos Árabes Unidos (90) | Catar (98) Irak (106) |

## Fase de grupos
- Los horarios son correspondientes a la hora de Yemen (UTC+3:00).

### Grupo A
| Selección      | Pts | PJ | PG | PE | PP | GF | GC | Dif |
| -------------- | --- | -- | -- | -- | -- | -- | -- | --- |
| Kuwait         | 7   | 3  | 2  | 1  | 0  | 4  | 0  | 4   |
| Arabia Saudita | 5   | 3  | 1  | 2  | 0  | 5  | 1  | 4   |
| Catar          | 4   | 3  | 1  | 1  | 1  | 3  | 3  | 0   |
| Yemen          | 0   | 3  | 0  | 0  | 3  | 1  | 9  | –8  |

| 22 de noviembre de 2010 | Yemen | 0:4 (0:1) | Arabia Saudita                                                        | Estadio 22 de Mayo, Adén       |                                |
| 19:00 (UTC+3:00)        |       |           | Al-Muwallad 4' · Al Shalhoub 58' · Assiri 72' (pen.) · Al-Saeed 90+2' | Árbitro(s): Fareed Al-Marzouqi | Árbitro(s): Fareed Al-Marzouqi |

| 22 de noviembre de 2010 | Kuwait     | 1:0 (1:0) | Catar | Estadio 22 de Mayo, Adén        |                                 |
| 22:00 (UTC+3:00)        | Nasser 28' |           |       | Árbitro(s): Abdullah Al-Harrasi | Árbitro(s): Abdullah Al-Harrasi |

| 25 de noviembre de 2010 | Arabia Saudita | 0:0 | Kuwait | Estadio Internacional Al-Wihda, Zinjibar |                         |
| 16:00 (UTC+3:00)        |                |     |        | Árbitro(s): Kenji Ogiya                  | Árbitro(s): Kenji Ogiya |

| 25 de noviembre de 2010 | Catar             | 2:1 (1:1) | Yemen         | Estadio Internacional Al-Wihda, Zinjibar |                              |
| 19:00 (UTC+3:00)        | Al-Marri 35', 55' |           | Al-Worafi 17' | Árbitro(s): Sabah Abid Iddan             | Árbitro(s): Sabah Abid Iddan |

| 28 de noviembre de 2010 | Yemen | 0:3 (0:2) | Kuwait                                    | Estadio Internacional Al-Wihda, Zinjibar |                                      |
| 19:00 (UTC+3:00)        |       |           | Al Ateeqi 18' (pen.) · Al-Mutawa 34', 69' | Árbitro(s): Salah Mohammed Al Abassi     | Árbitro(s): Salah Mohammed Al Abassi |

| 28 de noviembre de 2010 | Catar         | 1:1 (0:0) | Arabia Saudita         | Estadio 22 de Mayo, Adén       |                                |
| 19:00 (UTC+3:00)        | Al-Ghanim 84' |           | Shami Zaher 89' (a.g.) | Árbitro(s): Fareed Al-Marzouqi | Árbitro(s): Fareed Al-Marzouqi |

### Grupo B
| Selección              | Pts | PJ | PG | PE | PP | GF | GC | Dif |
| ---------------------- | --- | -- | -- | -- | -- | -- | -- | --- |
| Emiratos Árabes Unidos | 5   | 3  | 1  | 2  | 0  | 3  | 1  | 2   |
| Irak                   | 5   | 3  | 1  | 2  | 0  | 3  | 2  | 1   |
| Omán                   | 3   | 3  | 0  | 3  | 0  | 1  | 1  | 0   |
| Baréin                 | 1   | 3  | 0  | 1  | 2  | 4  | 7  | –3  |

| 23 de noviembre de 2010 | Omán         | 1:1 (1:0) | Baréin          | Estadio 22 de Mayo, Adén   |                            |
| 16:00 (UTC+3:00)        | Al Hosni 37' |           | Al Mishkhas 67' | Árbitro(s): Naser Al Enezi | Árbitro(s): Naser Al Enezi |

| 23 de noviembre de 2010 | Irak | 0:0 | Emiratos Árabes Unidos | Estadio 22 de Mayo, Adén           |                                    |
| 19:00 (UTC+3:00)        |      |     |                        | Árbitro(s): Abdelrahman Al Qathani | Árbitro(s): Abdelrahman Al Qathani |

| 26 de noviembre de 2010 | Emiratos Árabes Unidos | 0:0 | Omán | Estadio 22 de Mayo, Adén         |                                  |
| 16:00 (UTC+3:00)        |                        |     |      | Árbitro(s): Hamdy Raaban Shaaban | Árbitro(s): Hamdy Raaban Shaaban |

| 26 de noviembre de 2010 | Baréin                        | 2:3 (1:1) | Irak                             | Estadio 22 de Mayo, Adén             |                                      |
| 19:00 (UTC+3:00)        | Aaish 44' · Abdul-Latif 90+6' |           | Abdul-Zahra 24', 57' · Hawar 90' | Árbitro(s): Khalaf Mohammad Allabany | Árbitro(s): Khalaf Mohammad Allabany |

| 29 de noviembre de 2010 | Omán | 0:0 | Irak | Estadio Internacional Al-Wihda, Zinjibar |                           |
| 19:00 (UTC+3:00)        |      |     |      | Árbitro(s): Yasser Younis                | Árbitro(s): Yasser Younis |

| 29 de noviembre de 2010 | Emiratos Árabes Unidos               | 3:1 (2:1) | Baréin     | Estadio 22 de Mayo, Adén    |                             |
| 19:00 (UTC+3:00)        | Khater 4' · F. Juma 8' · A. Juma 64' |           | Fatadi 35' | Árbitro(s): Khamis Al Marry | Árbitro(s): Khamis Al Marry |

## Fase de eliminatorias

### Cuadro de desarrollo
|  | Semifinales            | Semifinales    |                       |   | Final | Final |
|  |                        |                |                       |   |       |       |
|  | 2 de diciembre – Adén  |                |                       |   |       |       |
|  |                        |                |                       |   |       |       |
|  | Kuwait (p.)            | 2 (5)          |                       |   |       |       |
|  | Kuwait (p.)            | 2 (5)          | 5 de diciembre – Adén |   |       |       |
|  | Irak                   | 2 (4)          |                       |   |       |       |
|  | Irak                   | 2 (4)          | Kuwait (t.s.)         | 1 |       |       |
|  | 2 de diciembre – Adén  |                | Kuwait (t.s.)         | 1 |       |       |
|  |                        | Arabia Saudita | 0                     |   |       |       |
|  | Emiratos Árabes Unidos | Arabia Saudita | 0                     | 0 |       |       |
|  | Emiratos Árabes Unidos |                |                       | 0 |       |       |
|  | Arabia Saudita         | 1              |                       |   |       |       |
|  | Arabia Saudita         | 1              |                       |   |       |       |

### Semifinales
| 2 de diciembre de 2010 | Kuwait                      | 2:2 (2:2, 1:2) (t. s.)(5:4 p.) | Irak                       | Estadio 22 de Mayo, Adén         |                                  |
| 16:00 (UTC+3:00)       | Al-Mutawa 1' · Al Enezi 58' |                                | Hawar 6' · Abdul-Zahra 14' | Árbitro(s): Hamdy Raaban Shaaban | Árbitro(s): Hamdy Raaban Shaaban |

| 2 de diciembre de 2010 | Emiratos Árabes Unidos | 0:1 (0:0) | Arabia Saudita | Estadio 22 de Mayo, Adén |                         |
| 20:00 (UTC+3:00)       |                        |           | Abbas 55'      | Árbitro(s): Kenji Ogiya  | Árbitro(s): Kenji Ogiya |

### Final
| 5 de diciembre de 2010 | Kuwait  | 1:0 (0:0, 0:0) (t. s.) | Arabia Saudita | Estadio 22 de Mayo, Adén        |                                 |
| 18:00 (UTC+3:00)       | Ali 93' |                        |                | Árbitro(s): Abdullah Al-Harrasi | Árbitro(s): Abdullah Al-Harrasi |

|                   |
| Bandera de Kuwait |
| Campeón           |
| Kuwait            |
| 10.º título       |

## Estadísticas

### Tabla general
| Pos. | Equipo                 | Pts | PJ | PG | PE | PP | GF | GC | Dif. | Rend.  |
| ---- | ---------------------- | --- | -- | -- | -- | -- | -- | -- | ---- | ------ |
| 1    | Kuwait                 | 11  | 5  | 3  | 2  | 0  | 7  | 2  | 5    | 73,33% |
| 2    | Arabia Saudita         | 8   | 5  | 2  | 2  | 1  | 6  | 2  | 4    | 53,33% |
| 3    | Irak                   | 6   | 4  | 1  | 3  | 0  | 5  | 4  | 1    | 50%    |
| 4    | Emiratos Árabes Unidos | 5   | 4  | 1  | 2  | 1  | 3  | 2  | 1    | 41,67% |
| 5    | Catar                  | 4   | 3  | 1  | 1  | 1  | 3  | 3  | 0    | 44,44% |
| 6    | Omán                   | 3   | 3  | 0  | 3  | 0  | 1  | 1  | 0    | 33,33% |
| 7    | Baréin                 | 1   | 3  | 0  | 1  | 2  | 4  | 7  | –3   | 11,11% |
| 8    | Yemen                  | 0   | 3  | 0  | 0  | 3  | 1  | 9  | –8   | 0%     |

### Goleadores
| Jugador                  | Selección | Goles |
| ------------------------ | --------- | ----- |
| Alaa Abdul-Zahra Khashan | Irak      | 3     |
| Bader Al-Mutawa          | Kuwait    | 3     |
| Hawar Mulla Mohammed     | Irak      | 2     |
| Jaralla Al-Marri         | Catar     | 2     |

### Mejor jugador
| Jugador        | Selección |
| -------------- | --------- |
| Fahad Al Enezi | Kuwait    |

### Mejor guardameta
| Jugador         | Selección |
| --------------- | --------- |
| Nawaf Al-Khaldi | Kuwait    |